# This Are Two Tone
This Are Two Tone – album kompilacyjny wytwórni 2 Tone Records. Został wydany w 1983 roku. Na albumie znalazły się utwory wykonawców związanych z 2 Tone Rec.: The Special AKA, The Selecter, The Beat, The Bodysnatchers, The Swinging Cats, Rhody Dakar, Madness oraz Rico Rodrigueza. Producentami utworów byli: Bob Sargeant (A7, A8), Clive Langer (A3), Dave Jordan (A9, B2, B4), Elvis Costello (A6), Jerry Dammers (A9, B1 to B3, B6, B7), John Collins (B5), Roger Lomas (A2, A4, A5), The Special AKA (A1), The Swinging Cats (B3).
W wersji wydanej w USA (Chrysalis 1983) pominięto utwory The Bodysnatchers, Rhody Dakar i The Swinging Cats. 

## Spis utworów

### Str. A
1. The Special AKA, The - Gangsters   	2:48
2. Madness  -  	Madness 	2:22
3. The Selecter  -  	On My Radio 3:14
4. The Beat   -  	Tears Of A Clown  	2:41
5. The Specials  -  	Rudi, A Messsage To You 2:53
6. The Selecter  -  	Too Much Pressure 2:48
7. The Bodysnatchers  -  	Too Experienced 2:33
8. The Beat  -  	Rankin Full Stop 2:47
9. The Specials  -  	Too Much Too Young 2:01

### Str. B
1. The Selecter - The Selecter 	2:54
2. The Specials  -  	Stereotypes 	3:48
3. The Swinging Cats  -  	Mantovani 	3:06
4. The Specials  -  	Do Nothing 3:40
5. Rico  -  	Jungle Music 	3:57
6. Rhoda Dakar  -  	The Boiler 	5:43
7. The Specials -  	Ghost Town  3:41